# فرودگاه دولبآ-سنت-فلسین
فرودگاه دولبآ-سنت-فلسین (به انگلیسی: Dolbeau-Saint-Félicien Airport) یک فرودگاه همگانی با کد یاتا YDO است که یک باند فرود آسفالت دارد و طول باند آن ۱۵۱۵ متر است. این فرودگاه در کشور کانادا قرار دارد و در ارتفاع ۱۱۳ متری از سطح دریا واقع شده‌است.